# Julia Jurack
Julia Jurack (ur. 28 marca 1985 w Erfurcie), niemiecka piłkarka ręczna, reprezentantka kraju, grająca na pozycji prawej rozgrywającej. Obecnie występuje w Bundeslidze, w drużynie Thüringer HC.
W sezonie 2010/2011 miała urlop macierzyński.